# Herpetogramma luctuosalis
Herpetogramma luctuosalis là một loài bướm đêm trong họ Crambidae.